# Lords of the Realm III
Lords of the Realm III è un videogioco strategico a turni sviluppato e pubblicato da Impressions Games e pubblicato dalla Sierra Entertainment il 17 marzo 2004 per il sistema operativo Microsoft Windows. Il videogioco fa parte della serie di Lords of the Realm, ed è l'ultimo della Impressions Games.

## Modalità di gioco
All'inizio del gioco, il giocatore deve scegliere un nobile tra quelli standard, oppure ha la possibilità di crearne uno da zero. I nobili agiscono come gli utenti nel gioco, e ogni campagna completata e partita salvata è collegata al rispettivo nobile.
Le modalità di gioco sono comprese tra una campagna e una battaglia. Mentre le mappe di battaglia sono tutte disponibili fin dall'inizio quando il nobile viene creato, la campagna richiede che il giocatore completi tutti i livelli in sequenza. Il gioco possiede quatro campagne, ognuna comprendente numerosi scenari.

### Battaglia
Nella battaglia, il giocatore è posto in un campo di battaglia e dispone di una serie predefinita di soldati disponibili nel gioco. L'unica condizione di vittoria è distruggere le compagnie del nemico.

### Campagna
Nella campagna, sono disponibili tre sezioni, ognuna col rispettivo aspetto: strategia, diplomazia e battaglia.
La sezione strategia permette al giocatore di controllare la panoramica delle sue terre, dare ordini ai suoi eserciti e assegnare i vassalli alle terre che possiedono, tra gli appezzamenti che sono le suddivisioni delle terre del giocatore. Gli appezzamenti sono divisi in vari tipi, a seconda delle risorse che producono e della qualità che determina la velocità di produzione.
Quattro sono le categorie dei vassalli:
- Cavaliere: è in grado di costruire un forte, che produce una compagnia di un certo tipo in base al cavaliere.
- Sacerdote: è in grado di costruire una chiesa, in grado di aumentare il livello di Cristianesimo del giocatore.
- Cittadino: è in grado di costruire una città, fonte principale di Oro, da spendere per aggiornamenti al castello del giocatore o assumere mercenari.
- Servo: è in grado di costruire una fattoria, che produce cibo.

## Accoglienza
| Testata                          | Giudizio |
| -------------------------------- | -------- |
| Metacritic (media al 30-01-2020) | 65/100   |
| CGW                              | [ 2 ]    |
| GameSpot                         | 8.4/10   |
| GameSpy                          | [ 4 ]    |
| IGN                              | 6.4/10   |
| PC Format                        | 41%      |
| PC Gamer (UK)                    | 77%      |
| PC Gamer (US)                    | 66%      |
| PC Zone                          | 19%      |
| X-Play                           | [ 10 ]   |

Lords of the Realm III ha ricevuto un'accoglienza "mista" stando alle recensioni aggregate sul sito web Metacritic. Alcuni si sono lamentati, al confronto con i predecessori, per la semplificazione della gestione delle province e l'abbandono dello strategico a turni.
Il gioco è stato finalista al premio "Best Budget Game" del 2004 da parte di Computer Games Magazine, vinto da The Political Machine.